# Aljoša Asanović
Aljoša Asanović (Split, 14 december 1965) is een Kroatisch voetbaltrainer en voormalig voetballer. Als speler maakte hij halverwege de jaren 90 furore bij Derby County en bij het Kroatisch voetbalelftal. Met laatstgenoemde nam hij deel aan het EK 1996 en het WK 1998.

## Clubvoetbal
Asanović begon zijn carrière bij Hajduk Split. In 1990 verkaste hij naar Frankrijk, waar hij uitkwam voor achtereenvolgens FC Metz, AS Cannes en Montpellier HSC. Hierna keerde hij terug bij Hajduk Split. Met de club werd hij in 1995 zowel landskampioen als bekerwinnaar. In het seizoen 1995/96 kwam hij op huurbasis uit voor het Spaanse Real Valladolid. In de zomer van 1996 tekende Asanović bij Premier League-club Derby County, waar hij herenigd werd met Igor Štimac. De twee speelden eerder samen bij Hajduk. Na één seizoen ging hij in Italië voetballen bij SSC Napoli. Na indrukwekkend spel op het WK 1998 trok Asanović wederom naar een ander land en ging hij aan de slag bij Panathinaikos FC. Hier speelde hij in twee seizoenen 44 competitiewedstrijden, waarin hij negenmaal doel trof. Na de eeuwwisseling speelde Asanović voor Austria Wien en Sydney United, om zijn carrière in 2002 af te sluiten bij Hajduk Split.

## Internationale carrière
Asanović was van 1994 tot 1998 onderdeel van de "gouden generatie" van het Kroatisch voetbalelftal, met naast hem spelers als Zvonimir Boban, Robert Jarni, Robert Prosinečki en Davor Šuker. Asanović was een belangrijke schakel op het middenveld van de Kroaten. Tijdens zijn interlanddebuut, op 17 oktober 1990 tegen de Verenigde Staten (de eerste wedstrijd van Kroatië sinds de onafhankelijkheid), maakte hij het eerste doelpunt in een 2-1 overwinning.
Asanović nam met Kroatië deel aan het EK 1996 en het WK 1998. Op laatstgenoemd toernooi won Kroatië onder leiding van bondscoach Miroslav Blažević een bronzen medaille. In de halve finale verzorgde Asanović vanuit het middenveld een assist op Davor Šuker, die Kroatië op voorsprong zette tegen gastland Frankrijk. Desondanks wonnen de Fransen met 2-1. Asanović speelde op 28 mei 2000 zijn laatste interland. Hij speelde in het laatste decennium van de 20e eeuw in totaal 62 interlands, waarin hij drie doelpunten wist te maken.

## Trainerscarrière
Asanović begon zijn trainersloopbaan als assistent-trainer van het Kroatisch voetbalelftal onder 21. Hij was hier de rechterhand van Slaven Bilić. Toen Bilić in 2006 werd aangesteld als nieuwe bondscoach van Kroatië, nam hij Asanović op in zijn technische staf als assistent. Hij vervulde deze rol tot 2012 toen Bilić werd vervanger door Igor Štimac.
Na zijn vertrek bij het nationale team nam Asanović nogmaals een rol als assistent op, ditmaal in Rusland, waar hij Slaven Bilić, die aan de slag ging bij Lokomotiv Moskou, trouw bleef. Asanović verliet de club aan het einde van het seizoen. In oktober 2014 werd hij aangesteld als technisch directeur van DAC 1904 Dunajská Streda.
In oktober 2017 ging Asanović aan de slag  bij Melbourne Knights in Australië. Het was zijn eerste baan als hoofdtrainer. Hij wist met de club degradatie te ontlopen. In oktober 2018 verliet hij de club om Bilić weer te assisteren, ditmaal in het verre oosten bij Al-Ittihad.

## Erelijst
HNK Hajduk Split
- Joegoslavische voetbalbeker: 1987
- Kroatische Supercup: 1994
- Kroatisch landskampioen: 1994/95
- Kroatische voetbalbeker: 1995

 Kroatië
- Wereldkampioenschap voetbal 1998:

1 Ladić ·
2 Jurčević ·
3 Jarni ·
4 Štimac ·
5 Jerkan ·
6 Bilić ·
7 Asanović ·
8 Prosinečki ·
9 Šuker ·
10 Boban  ·
11 Bokšić ·
12 Mrmić ·
13 Stanić ·
14 Soldo ·
15 Pavličić ·
16 Mladenović ·
17 Pamić ·
18 Brajković ·
19 Vlaović ·
20 Šimić ·
21 Cvitanović ·
22 Gabrić ·
Coach: Blažević
1 Ladić ·
2 Krpan ·
3 Šerić ·
4 Štimac ·
5 Jurić ·
6 Bilić ·
7 Asanović ·
8 Prosinečki ·
9 Šuker ·
10 Boban  ·
11 Marić ·
12 Mrmić ·
13 Stanić ·
14 Soldo ·
15 Tudor ·
16 Kozniku ·
17 Jarni ·
18 Mamić ·
19 Vlaović ·
20 Šimić ·
21 Jurčić ·
22 Vasilj ·
Coach: Blažević